# جلال پیشوائیان
جلال پیشواییان (۲۰ خرداد ۱۳۰۹ – ۲۰ آذر ۱۴۰۰) بازیگر اهل ایران بود. او در ورزش نیز فعالیت داشته و بازیگری را در سال ۱۳۴۰ با فیلم دختری فریاد می‌کشد آغاز کرد. پیشواییان در طول زندگی حرفه‌ای خود در بیش از ۸۰ فیلم به ایفای نقش پرداخت. پیشواییان برای بازی در نقش منفی فیلم‌ها معروف بود.

## پیش از ۱۳۵۷
جلال پیشوائیان در ۲۰ خرداد سال ۱۳۰۹ در محله سنگلج تهران زاده شد. او پیش از بازیگری، صاحب رستوران و دو باشگاه بیلیارد بود و در زمینهٔ ورزش بوکس و جودو فعالیت داشت. او همچنین مدتی به رانندگی تریلی مشغول بوده‌ است. . 
جلال پیشوائیان در سال ۱۳۴۰ با ایفای نقش در فیلم دختری فریاد می‌کشد به کارگردانی و نویسندگی خسرو پرویزی آغاز کرد. پس از آن در فیلم سینمایی گرگ‌های گرسنه به کارگردانی محمدعلی فردین بازیگری را ادامه داد. وی با بازی در فیلم سینمایی قیصر با نقش منصور آب منگل به شهرت رسید و با فیلم خداحافظ تهران به کارگردانی ساموئل خاچیکیان به چهرهٔ شناخته شده‌ای مبدل شد و تا پایان سال ۱۳۹۰ در بیش از ۸۰ فیلم سینمایی به ایفای نقش پرداخت. او همچنین در چند فیلم از جمله هاشم خان و قیصر به عنوان مدیر تدارکات نیز فعالیت کرد. او در کشور آلمان زندگی می‌کرد. 
جلال پیشوائیان از بازیگران موج نوی سینمای ایران است. او با بازی در قالب خبیث‌ترین شخصیت‌های سینمایی در برابر قهرمان‌های اغلب عاصی و تنهای آن فیلم‌ها تراژدی‌های هولناک و خونباری را رقم می‌زد. بازی او در نقش یکی از برادران آب‌منگل در فیلم قیصر نقش ویژه‌ای در شکل‌گیری چهره سینمایی جلال پیشواییان داشت.
جلال پیشوائیان تا پیش از انقلاب ۱۳۵۷ با کارگردانان مطرحی چون مسعود کیمیایی، علی حاتمی، ساموئل خاچیکیان، فرزان دلجو، مازیار پرتو، امیر شروان، محمد متوسلانی، امیر نادری، ناصر تقوایی، فریدون گله، کامران شیردل، رضا میرلوحی، و پرویز صیاد و محمدعلی فردین، همکاری کرده بود.

## پس از ۱۳۵۷
پس از انقلاب و تا پیش از استقرار مدیران سینمایی جدید، پیشواییان در دو فیلم خط قرمز مسعود کیمیایی (که توقیف شد و هیچ گاه نمایش عمومی پیدا نکرد) و سفیر ساخته فریبرز صالح بازی کرد. اما از دید مدیران سینمایی جدید، جلال پیشوائیان یکی از نمادهای ابتذال سینمای پیش از انقلاب به شمار می‌رفت. پس از آن در فیلم‌های تیغ و ابریشم ساخته مسعود کیمیایی و شیلات ساخته رضا میرلوحی بازی کرد. اما در سال ۱۳۶۴ و پس از تثبیت مدیریت جدید سینمای ایران متشکل از فخرالدین انوار، سیدمحمد بهشتی، و محمدمهدی حیدریان به آلمان مهاجرت کرد و از سینما و بازیگری دور شد.
نزدیک به یک دهه بعد مسعود کیمیایی با فیلم تجارت او را به سینما و به ایران برگرداند. جلال پیشوائیان پس از بازگشت به ایران، از نیمه دهه ۱۳۷۰ بازیگری را بار دیگر در نقش‌های منفی ادامه داد. همکاری جلال پیشوائیان با مسعود کیمیایی در سه فیلم دیگر ضیافت، حکم، و جرم ادامه یافت. واپسین حضور سینمایی او در سال ۱۳۹۰ بود.

## درگذشت
جلال پیشواییان ده سال آخر عمر خود را در آلمان گذراند.
جلال پیشوائیان که به علت شکستگی از ناحیه لگن در بیمارستان بستری بود، صبح ۲۰ آذر ۱۴۰۰ در سن ۹۱ سالگی در آلمان درگذشت. در سال ۱۳۹۷ خبر درگذشت او در قالب شایعه پخش و سپس تکذیب شد و هنگامی که صبح روز شنبه ۲۰ آذر بار دیگر این خبر در شبکه‌های اجتماعی منتشر شد، رسانه‌ها با شک و تردید با آن برخورد کردند.

## فیلم‌شناسی

### سینمایی ( ۹۰ فیلم)
- صداست که می‌ماند (۱۳۹۰)
- ۵۷۸ روز انتظار (۱۳۹۰)
- جرم (۱۳۸۹)
- اخراجی‌ها ۲ (۱۳۸۷)
- زادبوم (۱۳۸۷)
- بی‌پولی (۱۳۸۶)
- حکم (۱۳۸۳)
- سوگ سایه‌ها (۱۳۸۲)
- دوستان (۱۳۷۸)
- چشم عقاب (۱۳۷۷)
- عشق کافی نیست (۱۳۷۷)
- زخمی (۱۳۷۶)
- شاهرگ (۱۳۷۶)
- فرار بزرگ (۱۳۷۶)
- روی خط مرگ (۱۳۷۵)
- ضیافت (۱۳۷۴)
- هفت‌گذرگاه (۱۳۷۴)
- تجارت (۱۳۷۳)
- تیغ و ابریشم (۱۳۶۴)
- شیلات (۱۳۶۲)
- سفیر (۱۳۶۱)
- خط قرمز (۱۳۶۰)
- تا آخرین نفس (۱۳۵۷)
- زخم خنجر رفیق (۱۳۵۷)
- عبور از مرز شب (۱۳۵۷)
- مریم و مانی (۱۳۵۷)
- حرمت رفیق (۱۳۵۶)
- خان نایب (۱۳۵۶)
- زن (۱۳۵۶)
- صبح خاکستر (۱۳۵۶)
- قول مرد (۱۳۵۶)
- کلام حق (۱۳۵۶)
- تنها حامی (۱۳۵۵)
- تنهایی (۱۳۵۵)
- چلچراغ (۱۳۵۵)
- راز (۱۳۵۵)
- علف‌های هرز (۱۳۵۵)
- مادر جونم عاشق شده (۱۳۵۵)
- ماه عسل (۱۳۵۵)
- آلوده (۱۳۵۴)
- شب غریبان (۱۳۵۴)
- اسلحه (۱۳۵۴)
- انگشت‌نما (۱۳۵۴)
- چشم‌انتظار (۱۳۵۴)
- ذبیح (۱۳۵۴)
- شب غریبان (۱۳۵۴)
- صمد خوشبخت می‌شود (۱۳۵۴)
- کندو (۱۳۵۴)
- تهمت (۱۳۵۳)
- حسین آژدان (۱۳۵۳)
- شکست‌ناپذیر (۱۳۵۳)
- کنیز (۱۳۵۳)
- مرد شب (۱۳۵۳)
- یاران (۱۳۵۳)
- گلگو ۱۳ (۱۳۵۲)
- تعقیب تا جهنم (۱۳۵۲)
- خاک (۱۳۵۲)
- سالومه (۱۳۵۲)
- گرگ بیزار (۱۳۵۲)
- مکافات (۱۳۵۲)
- نامحرم (۱۳۵۲)
- اعجوبه‌ها (۱۳۵۱)
- بلوچ (۱۳۵۱)
- صبح روز چهارم (۱۳۵۱)
- دشنه (۱۳۵۱)
- ستارخان (۱۳۵۱)
- صادق کرده (۱۳۵۱)
- فرار از تله (۱۳۵۰)
- خداحافظ رفیق (۱۳۵۰)
- رشید (۱۳۵۰)
- فاتحین صحرا (۱۳۵۰)
- رضا موتوری (۱۳۴۹)
- طوقی (۱۳۴۹)
- شکوه قهرمان (۱۳۴۸)
- قاتلین هم می‌گریند (۱۳۴۸)
- قیصر (۱۳۴۸)
- بیگانه بیا (۱۳۴۷)
- میلیونرهای گرسنه (۱۳۴۶)
- چرخ فلک (۱۳۴۶)
- بی عشق هرگز (۱۳۴۵)
- خداحافظ تهران (۱۳۴۵)
- هاشم‌خان (۱۳۴۵)
- زشت و زیبا (۱۳۴۴)
- سرسام (۱۳۴۴)
- ببر رینگ (۱۳۴۳)
- ضربت (۱۳۴۳)
- کمینگاه شیطان (۱۳۴۳)
- قربانی هوس (۱۳۴۲)
- دلهره (۱۳۴۱)
- گرگ‌های گرسنه  (۱۳۴۱)
- دختری فریاد می‌کشد (۱۳۴۰)

### تلویزیون
| سال       | نام                | سمت    | کارگردان                                         | توضیحات                                        |
| --------- | ------------------ | ------ | ------------------------------------------------ | ---------------------------------------------- |
| ۱۳۹۰–۱۳۹۱ | خاطرات مرد ناتمام  | بازیگر | صادق کرمیار                                      | در نقش "احتشام"                                |
| ۱۳۸۲–۱۳۸۷ | در چشم باد         | بازیگر | مسعود جعفری جوزانی                               | در نقش فرمانده نیروی هوایی ارتش شاهنشاهی ایران |
| ۱۳۸۳      | کمربندها را ببندیم | بازیگر | مهدی مظلومی                                      | در نقش فراست                                   |
| ۱۳۸۲      | داوطلب             | بازیگر | مسعود تکاور                                      |                                                |
| ۱۳۷۴–۱۳۷۵ | مردان جاده         | بازیگر | هادی صابر                                        |                                                |
| ۱۳۵۶–۱۳۵۷ | غارتگران           | بازیگر | محمد متوسلانی                                    |                                                |
| ۱۳۵۶      | چنگک               | بازیگر | محمد متوسلانی، جلال مقدم، فریبرز صالح، فرخ ساجدی |                                                |